# Buckleya angulosa
Buckleya angulosa là một loài thực vật có hoa trong họ Santalaceae. Loài này được S.B.Zhou & X.H.Guo mô tả khoa học đầu tiên năm 2004.